# Tapis bakhtiari
 (juillet 2016).
Le tapis bakhtiari est un tapis persan. Son nom est tiré de la tribu bakhtiari qui habite les régions montagneuses des Zagros dans le sud-ouest de l'Iran (Perse). 1 600 000 personnes appartenant aux tribus bakhtiari vivent actuellement en Iran. Il y a plus de 50 dessins et qualités différentes de ces tapis rustiques et nomades produits dans cette région.
Les dessins en panneaux représentant des jardins sont les plus recherchés, suivi des modèles ayant un médaillon central et des dessins représentant des arbres de vie. 
Normalement, tous les tapis sont vendus en tant que bakhtiaris, mais dans certains cas d'identification individuelle, ils portent le nom des villages où ils sont produits comme Fereydan, Faradonbeh, Boldaji, Saman, Bain, Luri, Owlad... Occasionnellement, les tapis dont le nouage est le plus dense peuvent être appelés « Bibibaffs ».

## Description
Le fond est presque toujours divisé en carrés ou losanges et délimité par une bordure uniforme qui met le décor en relief. Les décors sont des motifs animaux et végétaux alternés. On peut aussi trouver des motifs de fleurs et d'arbustes qui viennent orner des « arbres de vie ».
On considère généralement que les exemples les plus fins de dessins bakhtiari viennent du village de Chāl Shotor et de la plus grande ville de cette région, Chahr-e Kord, dont les produits se distinguent par leur utilisation du nœud persan, remarquable par les tapis à médaillon réminiscent des tapis d'Esfahan datant de la période avant la dynastie Pahlavi. On trouve des tapis de cette provenance ayant un médaillon central, à l'exécution plus schématique.